# Yuhi IV
Pour les articles homonymes, voir Yuhi.
Yuhi IV Gahindiro est un roi (mwami) du Rwanda qui régna au début du XIXe siècle, après Mibambwe III. Il serait mort vers 1830 (+ ou - 10 ans).
Son père Mibambwe III Sentabyo serait mort en 1797, emporté par une épidémie de variole. Pendant sa minorité, le pays est gouverné par la reine-mère avec l'aide des chefs. Au début de son règne personnel, Gahindiro mène une expédition contre le Burundi, qui aboutit au désastre de ku-Muharuro, au lieu-dit désormais appelé Kirundo (de kurunda, « entasser », en référence au nombre de cadavres). Gahindiro alourdit les charges pesant sur les Tutsi, les Hutu et les Twa : il crée à côté des « chefs du sol » collectant des redevances agricoles, des « chefs du bétail » prélevant une taxe sur le lait, ainsi que des corps d’armée permanents et héréditaires.
Mutara II lui succède.